# Sint-Martinuskerk (Werken)

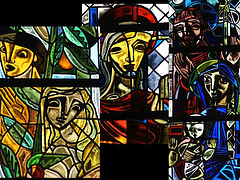
Brandramen in de kerk

De Sint-Martinuskerk is de kerk van het Belgisch dorp Werken, gelegen aan het Werkenplein. De kerk en de parochie zijn genoemd naar Sint-Martinus. De kerk ligt in het dorpscentrum op een hoogte, en is omgeven door linden. Rond de kerk ligt een bedevaartsweg met zeven kapelletjes, omgeven door een beukenhaag. Vlakbij ligt de "Hogen Andjoen", een motte als restant van een vroegmiddeleeuwse nederzetting.

## Geschiedenis
De geschiedenis van de Sint-Martinuskerk wordt afgebeeld op een brandraam in de kerk:
- 7e eeuw: een houten bedehuis werd gebouwd, mogelijk door Sint-Eligius
- 9e eeuw: verwoesting door de Noormannen
- Omstreeks 1145 werd een natuurstenen kerk opgetrokken in romaanse stijl.
- In 1295 verhuisde de Abdij Hemelsdale van Esen naar Werken.
- 1578: De Abdij Hemelsdale werd verwoest door de Geuzen; de kerk werd geplunderd en zwaar beschadigd
- 1609: de kerk werd herbouwd en vergroot
- Franse Revolutie (1797): Sansculotten onteren de kerk en verbannen pastoor Desimpel naar het Île de Ré
- Eerste Wereldoorlog: Werken was een van de laatste dorpen achter de gevechtslinies die nog bewoond was. In 1917/1918 werd de kerk onder vuur genomen en volledig vernietigd. De wederopbouw eindigde pas in 1928.
- Tweede Wereldoorlog: In de nacht van 30 op 31 juli 1943 brandde de kerk volledig uit na een bombardement met brandbommen. Alleen de sacristie en de calvarie aan de noordmuur bleven gespaard.
- De kerk werd herbouwd naar het model van de verwoeste kerk van 1947-1950. Architecten waren Jozef Viérin en Luc Viérin. In 1958 werd een orgel geplaatst, dat was gebouwd door de firma Loncke.

In 1990 werd archeologisch onderzoek in de kerk uitgevoerd, waarbij ook twaalf middeleeuwse graven werden blootgelegd.

## Gebouw
Het betreft een driebeukige hallenkerk met pseudotransept, gebouwd in gele baksteen, ijzerzandsteen en Doornikse steen. De natuurstenen waren afkomstig van de verwoeste kerk. Een deel van het pseudotransept en de achtkante vieringtoren werden in romaanse stijl herbouwd. De beuken werden in gotische stijl herbouwd. De glas-in-loodramen werden ontworpen door Michel Martens.

## Omgeving
De kerk wordt omringd door een kerkhof, en een ommegang met zeven kapelletjes, gebouwd omstreeks 1891 en gewijd aan Onze-Lieve-Vrouw van Smarten.